# Bernat Martorell

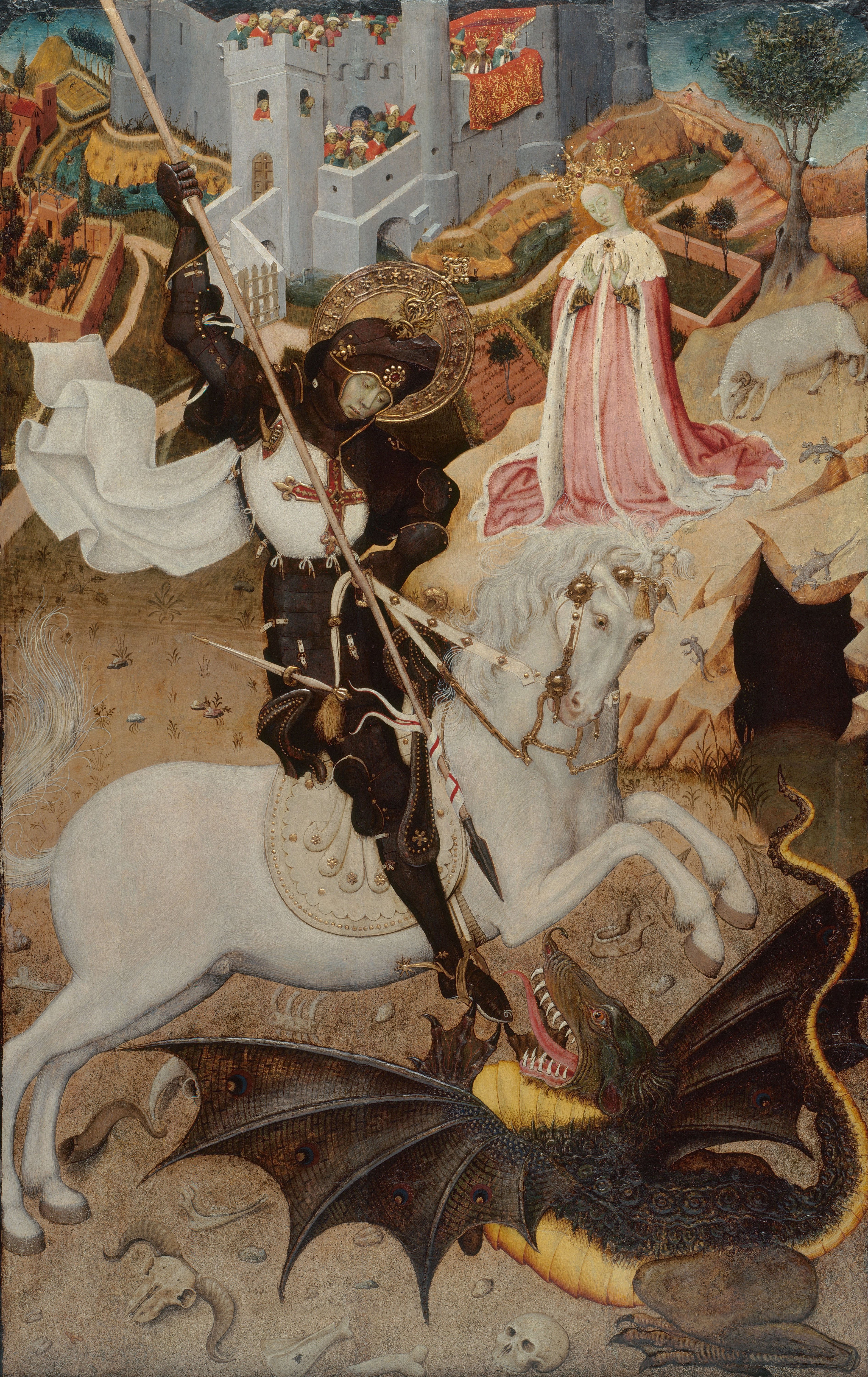
Der Heilige Georg im Kampf gegen den Drachen, um 1434/35

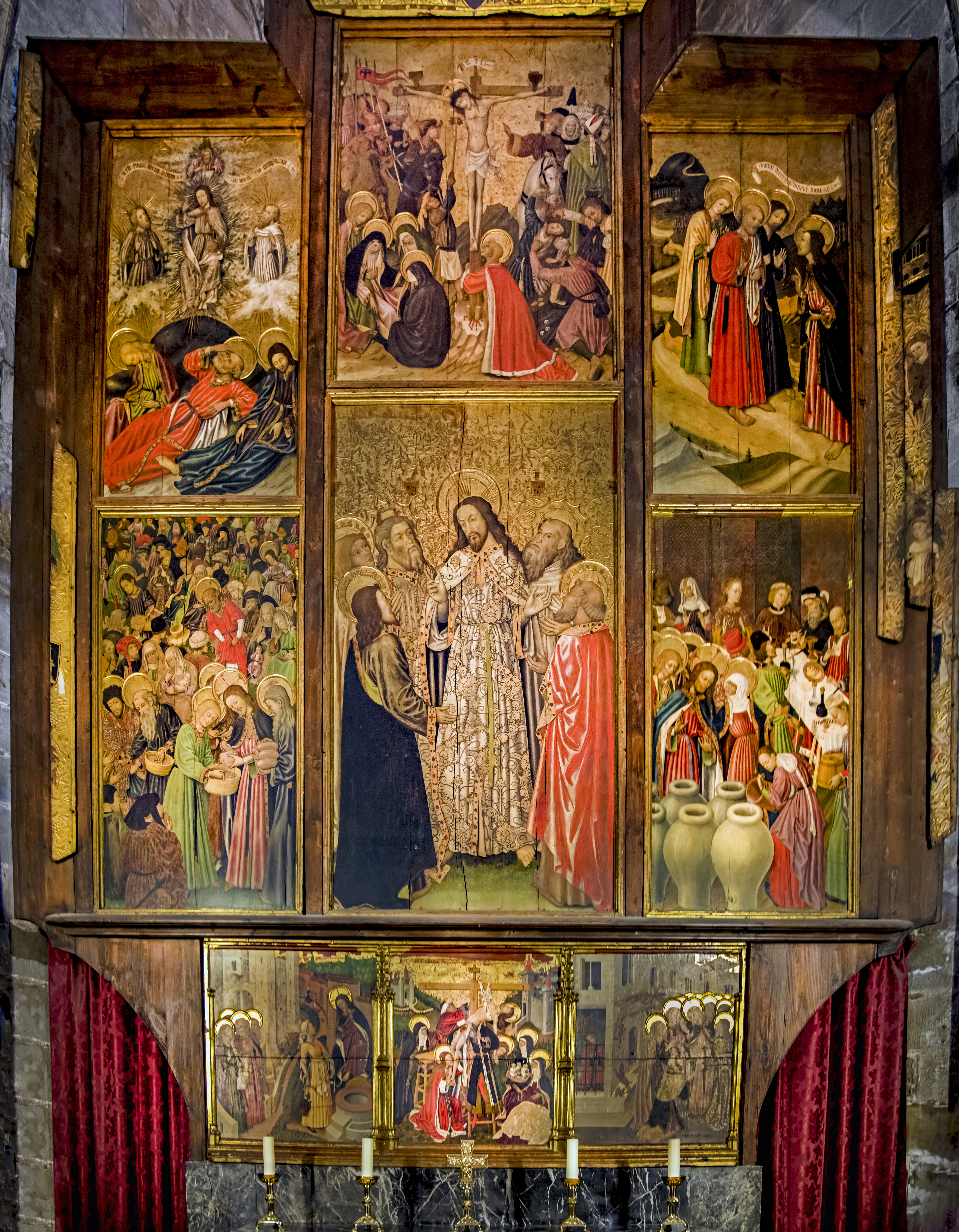
Retabel der Verklärung Christi, um 1445/52

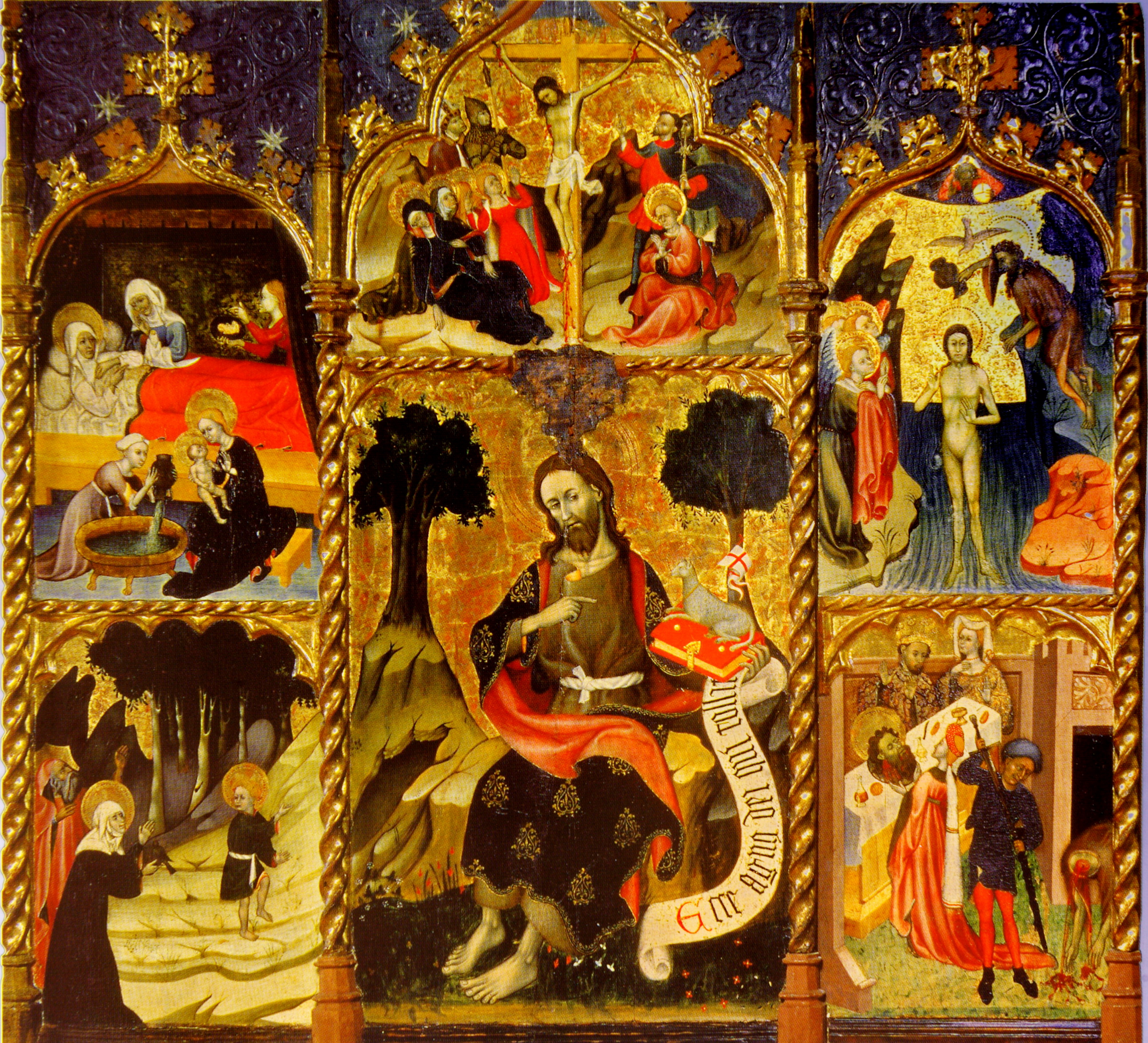
Retabel des Hl. Johannes, um 1425

Bernat Martorell oder spanisch Bernardo Martorell (* zwischen 1390 und 1400 in Sant Celoni bei Barcelona; † 1452 in Barcelona) war ein katalanischer Maler und Buchillustrator des Spätmittelalters. Er leitete eine hoch kreative, gut ausgelastete Künstlerwerkstatt mit zahlreichen Gehilfen und Schülern, zu denen zwischen 1436 und 1440 auch Jaume Huguet gehörte. In der Kunstgeschichte firmierte er lange Zeit unter dem Notnamen „Meister des Heiligen Georg“. Von dem im Namen referierten Altarbild des Heiligen Georg befinden sich Tafeln im Art Institute in Chicago und im Louvre in Paris. Nachdem über Urkunden nachgewiesen werden konnte, dass Martorell den Altar der Pubol-Kirche in Girona geschaffen hatte, konnte der Notname „Meister des Heiligen Georgs“ eindeutig mit Bernat Martorell identifiziert werden.
Es ist sicher, dass Martorell in Barcelona und anderen katalanischen Städten seit etwa 1430 tätig war. Hier schuf er zahlreiche Retabel und Altartafeln in der Nachfolge von Künstlern wie Lluís Borrassà. 
Martorell verstarb auf der Höhe seiner Schaffenskraft. Seine Schüler Miguel Nadal, Pero García de Benabarre und Pero Espartagues führten die Künstlerwerkstatt weiter.

## Werke
- Retabel aus der Johannes Baptist-Kapelle in Cabrera de Mar, um 1420/30 (heute Barcelona, Diözesanmuseum)
- Retabel der Heiligen Johannes und Eulalia in der Kathedrale von Vic, um 1427/37 (heute Vic, Bischöfliches Museum)
- Marienretabel aus dem Franziskanerkloster Santa Maria de Jesús in Barcelona, um 1427
  - Verkündigung (Öl und Tempera auf Holz, 76,2 × 52,7 cm; Montréal, Musée des Beaux-Arts, Inv. Nr. 1962.1363)[2]
  - Pfingsten (Palma, Museum der Societat Arqueològica Lul·liana)
- Georgsretabel aus der Georgskapelle im Palacio de la Generalidad in Barcelona, um 1434/35 
  - Georgs Kampf mit dem Drachen (Tempera auf Holz, 1556 × 981 cm; Chicago, Art Institute of Chicago, Inv. Nr. 1933.786)[3]
  - Urteil über den heiligen Georg (Öl auf Eiche, 107 × 53 cm; Paris, Louvre, Inv. Nr. RF 1570)[4]
  - Schleifung (Öl auf Eiche, 107 × 53 cm; Paris, Louvre, Inv. Nr. RF 1571)[5]
  - Geißelung (Öl auf Eiche, 107 × 53 cm; Paris, Louvre, Inv. Nr. RF 1572)[6]
  - Enthauptung (Öl auf Eiche, 107 × 53 cm; Paris, Louvre, Inv. Nr. RF 1573)[7]
  - Maria mit Kind und Tugenden (Tempera auf Eiche, 154,3 × 107,3 cm; Philadelphia, Philadelphia Museum of Art, Inv. Nr. Cat. 758)[8]
- Retabel der heiligen Lucia, um 1435
  - Lucia verteilt Almosen (Tempera auf Holz, 117,5 × 80,5 cm; Barcelona, Museu Nacional d’Art de Catalunya, Inv. Nr. 251547-000)[9]
  - Lucia auf dem Scheiterhaufen (Tempera auf Holz, 117,5 × 72 cm; Barcelona, Museu Nacional d’Art de Catalunya, Inv. Nr. 200795-000)[10]
  - übrige Tafeln in Privatbesitz
  - Predella (Barcelona, Kathedrale)
- Retabel Johannes des Täufers und des Evangelisten aus der Kirche von Vinaixa, um 1435/45 (Tempera auf Holz, 344 × 261,5 × 10,5 cm; Barcelona, Museu Nacional d’Art de Catalunya, Inv. Nr. 064045-CJT)[11]
- Petrusretabel aus der Kirche von Púbol, um 1437 (heute Girona, Diözesanmuseum)
- Retabel des heiligen Vinzenz aus dem zisterziensischen Monestir de Santa Maria de Poblet, um 1438/40 (Tempera auf Holz, 288 × 238 × 24,5 cm; Barcelona, Museu Nacional d’Art de Catalunya, Inv. Nr. 015797-CJT)[12]
- Martyrium der heiligen Eulalia, um 1442/45 (Tempera auf Holz, 132,3 × 93,2 cm; Barcelona, Museu Nacional d’Art de Catalunya, Inv. Nr. 064041-000)[13]
- Altartafel mit dem Martyrium der heiligen Eulalia, dem Erzengel Michael und der heiligen Katharina, um 1442/45 (Tempera auf Holz, 143,5 × 188 × 15 cm; Barcelona, Museu Nacional d’Art de Catalunya, Inv. Nr. 064042-000)[14]
- Heiliger Stephanus, um 1445/52 (Tempera auf Holz, 64,1 × 12,7 cm; Barcelona, Museu Nacional d’Art de Catalunya, Inv. Nr. 045290-000)[15]

- Marienkrönung, um 1445/52 (Tempera auf Holz, 83,5 × 55 cm; Barcelona, Museu Nacional d’Art de Catalunya, Inv. Nr. 251548-000)[16]
- Retabel der Verklärung Christi, um 1445/52 (Tempera auf Holz; Barcelona, Kathedrale)
- Geburt Christi (Berlin, Sammlung Friedrich Lippmann)
- Kreuzabnahme-Triptychon (Lissabon, Museu Nacional de Arte Antiga)
- Heilige Vinzent der Märtyrer und Vinzent Ferrer (Sankt Petersburg, Eremitage, Inv. Nr. 4761)[17]
- Michaelsretabel (Tarragona, Kathedrale)